# 恋人時代
「恋人時代」（こいびとじだい）は、日本のシンガーソングライターである長渕剛の10枚目のシングル曲である。
1983年4月1日に東芝EMIのエキスプレスレーベルからリリースされた。作詞・作曲は長渕、編曲は瀬尾一三および長渕が担当している。
過去の恋愛を振り返る描写のラブソングであり、ミディアムテンポで歌謡曲調のポップナンバーとなっている。オリコンチャートでは最高位31位となった。
オリジナル・アルバムには収録されず、ベスト・アルバム『FROM T.N.』（1983年）にて初収録された。それ以降では、『SINGLES Vol.2 (1983〜1988)』（1997年）にのみ収録されている。

## 音楽性
過去の恋愛を振り返り思い出している描写がある曲。
音楽情報サイト『CDジャーナル』では、「歌謡曲テイストのポップ・ナンバー。かつて恋人と過ごした喫茶店でコーヒーを飲みながら当時を思い起こす切ない歌」と表記されている。

## リリース
1983年4月1日に東芝EMIのエキスプレスレーベルよりリリースされた。
AB両面ともオリジナルアルバム未収録となった。

## アートワーク
長渕の全シングルの中で、唯一ジャケットに本人が写っていない。

## 批評
| 専門評論家によるレビュー | 専門評論家によるレビュー |
| レビュー・スコア         | レビュー・スコア         |
| 出典                     | 評価                     |
| ------------------------ | ------------------------ |
| CDジャーナル             | 肯定的                   |

音楽情報サイト『CDジャーナル』では、「“ダイヤル回す”など、時代を感じさせる歌詞と長渕剛のポップで歯切れの良い歌いまわしが特徴的」と評されている。

## チャート成績
オリコンチャートでは最高位31位、登場回数15回となり、売り上げ枚数は6.8万枚となった。

## ライブ・パフォーマンス
1983年5月2日に本作で音楽番組『夜のヒットスタジオ』（1968年 - 1985年、フジテレビ系列）に初出演した。前年のコンサートツアーで、歌謡番組への出演に意欲的な意向を示しており、その意向を汲む形で同番組に初めて顔を出すこととなった。
6月にはバラエティ番組『オールナイトフジ』（1983年 - 1991年、フジテレビ系列）に初出演し、同曲の他に「いかさまだらけのルーレット」、「冷たい外国人」、「Don't Cry My Love」を演奏した。
後年ライブで演奏される事は全くなかったが、2009年12月6日に静岡市民文化会館にて開催された「Tsuyoshi Nagabuchi Acoustic Live 30th Anniversary」にて演奏された。

## シングル収録曲
| 全作詞・作曲: 長渕剛。 |                             |           |            |                  |      |
| #                      | タイトル                    | 作詞      | 作曲・編曲 | 編曲             | 時間 |
| 1.                     | 「恋人時代」(KOIBITO JIDAI) | 長渕剛    | 長渕剛     | 瀬尾一三、長渕剛 | 3:43 |
| 2.                     | 「Hurry Up」                | 長渕剛    | 長渕剛     | 長渕剛           | 3:50 |
| 合計時間:              | 合計時間:                   | 合計時間: | 7:33       |                  |      |

## 収録アルバム
- 『FROM T.N.』（1983年）
- 『SINGLES Vol.2 (1983〜1988)』（1997年）